# Phaselia
Phaselia là một chi bướm đêm thuộc họ Geometridae.